# Альгаротти, Франческо
Франческо Альгаротти (итал. Francesco Algarotti; 11 декабря 1712, Венеция — 3 мая 1764, Пиза) — итальянский писатель, литературный критик и эссеист, позиционировавший себя в качестве знатока живописи и античной поэзии, компетентность которого не раз подвергалась сомнениям и даже разоблачениям. Тем не менее, его роль в западноевропейской культуре XVIII века значительна.
Альгаротти был доверенным лицом многих влиятельных особ, в частности короля Пруссии Фридриха Великого,  составил для саксонских курфюрстов  собрание картин, которое ныне составляет всемирно известную Дрезденскую картинную галерею. Особенно интересны записки Альгаротти: «Путешествие в Россию».

## Биография

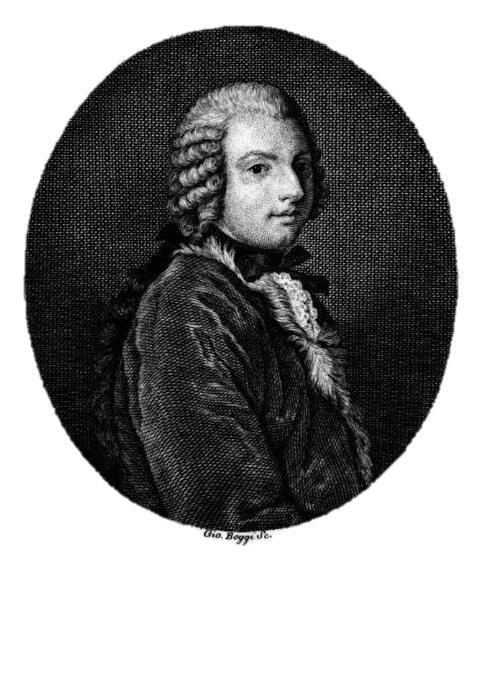
Ф. Альгаротти. Из издания «Очерков» 1823 года

Франческо родился в Венеции в семье богатого торговца да Рокко и Марии Меркати. Начальное образование получил в родном городе, затем год провёл в Риме в Колледжио Назарено (Collegio Nazareno), а в возрасте тринадцати лет вернулся в Венецию, где учился греческому языку у Карло Лодоли. После того, как его отец умер в следующем году, он переехал в Болонью, где «его вкус и культура получили решающий импульс для развития». На его становление как писателя оказала влияние дружба с Э. Манфреди и Ф. М. Дзанотти. В трудах Болонского института Альгаротти опубликовал свои первые «Заметки по астрономии», чем доказал свою приверженность ньютоновской науке, которую в Болонье считали прямым продолжением наследия Галилея. Альгаротти написал на латыни диссертацию по ньютоновской оптике. В 1729 году Альгаротти опубликовал работу «Правление римских императоров» (Regni de' re di Roma), в которой применил к истории «хронологическую систему Ньютона». Ради совершенствования в греческом языке он отправился на несколько месяцев в Падую, в школу Ладзарини, а затем во Флоренцию к А. М. Риччи.
В Болонье было задумано произведение, которое впервые принесло писателю известность: «Ньютонианство для женщин» (Newtonianesimo per le dame). Книга издана в Венеции знаменитым типографом Джованни Баттиста Паскуали в 1739 году. Она имела громадный успех и считалась «самой популярной научной книгой века». Несмотря на явную галантность и кажущуюся приземлённость, автор книги в форме придуманных «диалогов с прекрасной маркизой, стремится обратить её от фантастических картезианских представлений к истинам ньютоновской механистической теории».
После недолгого пребывания в Венеции и Риме в 1733 году Альгаротти прибыл в Париж, где его образованность, обходительные манеры и располагающая внешность привлекли к нему внимание учёного сообщества и, не в последнюю очередь, светских дам.
В отличие от своего современника Джакомо Казановы, молодой Альгаротти был благосклонно принят в Париже и Лондоне, где по рекомендации Вольтера его избрали в члены Лондонского королевского общества. Вольтер, однако, испытывая благосклонность к Альгаротти, в письме к Тьерио от июня 1738 года изложил весьма скептическое мнение о ценности научных трудов Альгаротти: "То немногое, что я прочитал из его книги в спешке, подтверждает мое мнение. Это итальянский эквивалент Множественности миров по-французски. Слишком сильно преобладает дух копирования; и большая проблема в том, что в нём много бесполезного. Работа не глубже Множественности миров … Я верю, что на десяти страницах моих Элементов больше правды, чем во всей его книге " (имеются ввиду «Элементы философии Ньютона» Вольтера, 1738). Francois-Marie Arouet detto Voltaire, Correspondance, Gallimard, Paris (vol. 2, 1965 и vol. 3, 1975).
В Англии Альгаротти пробыл шесть месяцев и углубил знание английского языка, начатое в Италии, и получил советы и помощь от лорда Гервея (Хёрви), подруга которого, знаменитая леди Монтегю воспылала страстью к юному итальянцу. Сохранилась полная гомоэротических намёков переписка Харви и Альгаротти. Michael Elliman e Frederick Roll, The pink plaque guide to London, Gay men’s press, London 1986, p. 101.
По возвращении в Италию Франческо Альгаротти останавливался в Болонье, Венеции и, наконец, в Милане, где редактировал первое издание «Ньютонианство для женщин». Затем он перебрался во Францию и вернулся в Англию, где в следующем 1739 году сел на галеру лорда Балтимора «Августа», которая 21 мая отплыла из Грейвзенд в Балтийское море, сопровождая официальную делегацию Соединённого королевства под водительством пятого лорда Балтимора на свадьбу Анны Леопольдовны в Санкт-Петербург.

## Путешествие в Россию
Отчёт об этом путешествии, составленном в виде писем адресованных лорду Хёрви, Альгаротти озаглавил «Путешествие в Россию». В первых двух письмах содержатся записки о плавании по Северному морю, о Голландии, Дании и шведском побережье вплоть до входа в Балтийское море. Третье письмо написано в Кронштадте, остальные посвящены описанию военного, политического и экономического устройства Российской империи, тема, которая со времён царя Петра Первого стала особенно интересной для европейского общества. По мнению критиков этого труда Альгаротти, не выходя за пределы Петербурга, лишь частично описал то, что видел сам и сообщил многое из того, что узнал из косвенных и не всегда достоверных источников.
Однако именно фрагментарность впечатлений позволила автору добавить к восьми письмам, написанным в 1739 году, ещё четыре, написанные между 1750 и 1751 годами и адресованные писателю, историку и археологу Шипионе Маффеи, с рассказами о попытках англичан установить английскую монополию в каспийской торговле и оспорить научные теории о повышении уровня воды в Каспийском море. Полностью письма Альгаротти опубликованы в 1759 году в Париже на итальянском языке под названием «Письма о России» (итал. Lettere sulla Russia), в следующем году книга вышла на французском языке.
Считается, что именно Альгаротти в этом произведении назвал Санкт-Петербург «окном в Европу». Известна фраза из поэмы А. С. Пушкина «Медный всадник») (1833): «Природой здесь нам суждено в Европу прорубить окно».
Однако в книге Альгаротти эта фраза звучит несколько иначе: «Петербург — это огромное окно, назову его так, открывшееся недавно на Севере, через которое Россия смотрит в Европу». Пушкин, вероятно, слышал это выражение раньше, оно встречается в черновых заметках к рукописи романа «Евгений Онегин», датируемых 1826—1827 годами. Существует версия о том, что Альгаротти имел в виду так называемое французское окно от пола до потолка, называемое также «дверь-окно», или «портфенетр» (фр. porte-fenêtre, от porte — дверь и fenêtre — окно). В оригинальном итальянском тексте: gran finestrone — «здоровое окнище». Суффикс «one» в том числе имеет пренебрежительно-ироничный оттенок, что близко по смыслу слову «дырища». Похожая фраза английского дипломата лорда Балтимора, славившегося остроумием, упоминается в письме прусского кронпринца Фридриха (будущего короля Фридриха Великого) Вольтеру от 10 октября 1739 года: «Петербург — это глаз России, которым она смотрит на цивилизованные страны, и если этот глаз закрыть, она опять впадёт в полное варварство».
В истории архитектуры окно действительно часто называли глазом. Связь слов «глаз» и «окно» (по-французски и по-английски), возможно, обыгрывалась в беседах Альгаротти и Балтимора, которые они вели на обоих языках: фр. œil (глаз), oeil de bœuf (название окна «бычий глаз»); англ. bull’s eye, «калька» из нем. Augenbulle (окно «бычий глаз»). Как только впоследствии не называли «прорубленное петербургское окно»: форточкой, окном заколоченным или зарешёченным, глазом еврозавистливой азиатчины, иллюминатором, сквозь который сама Европа озабоченно глядит на Россию… В любом случае «случайно сказанные слова остались бы незамеченными, если бы не гений Пушкина, придавший им важный исторический смысл».

## Дальнейшая жизнь

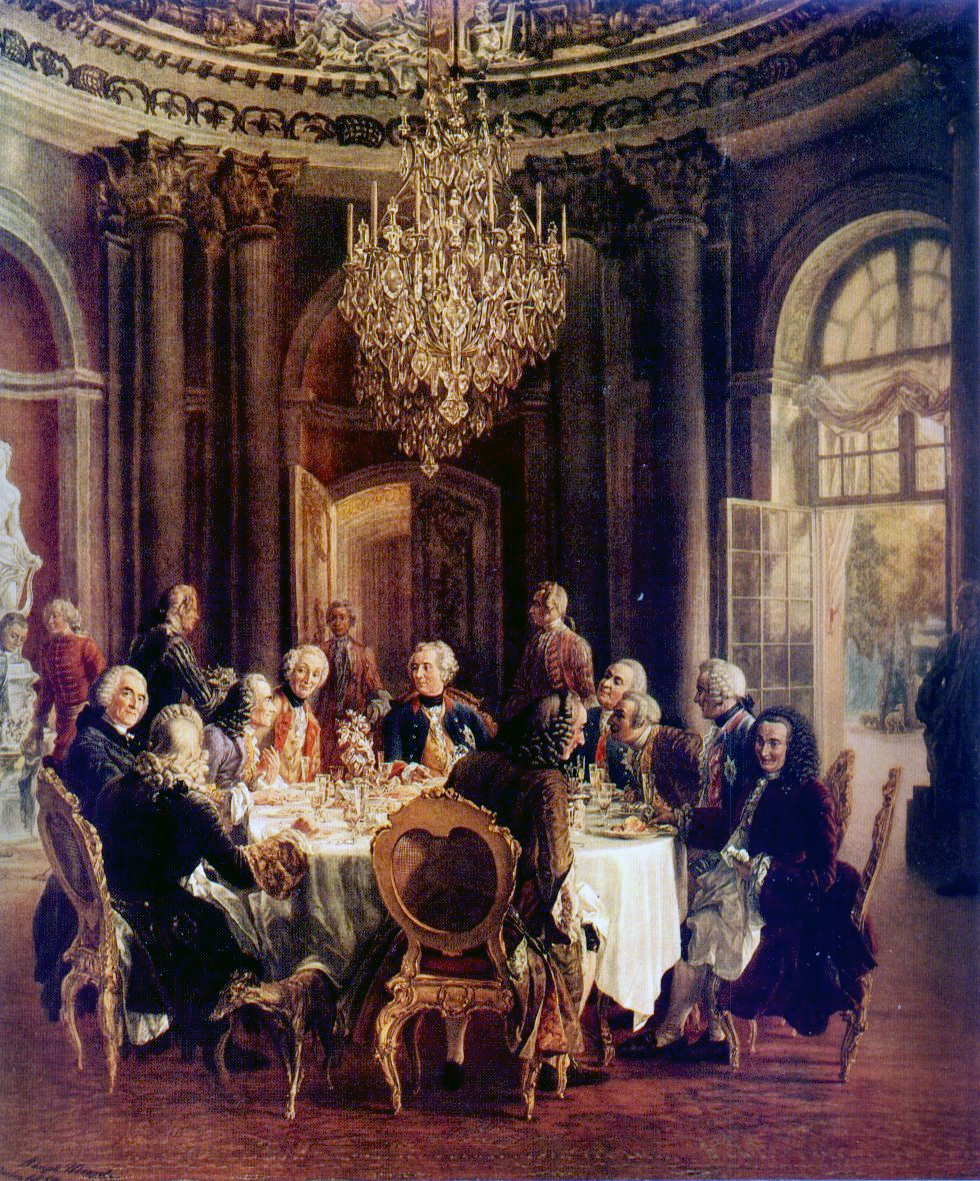
Приём в мраморном зале дворца Сан-Суси. Среди гостей Фридриха II — Вольтер и Альгаротти. Картина не сохранилась

По возвращении из Петербурга через Гданьск, Дрезден и Берлин Альгаротти встретил в Райнсберге наследного принца Пруссии, будущего короля Фридриха Великого, который по вступлении на престол в 1740 году пригласил его к себе. Предполагают, что они стали любовниками.
В 1740—1742 годах Альгаротти занимал важный дипломатический пост при короле Сардинии. С 1742 по 1746 год жил у курфюрста Саксонии Августа III в звании военного советника. Курфюрст, наслышанный об образованности Альгаротти, взял за правило спрашивать его совета при приобретении новых картин. Поэтому ему было поручено собирать произведения искусства для Дрезденской картинной галереи. Альгаротти жил попеременно то у Фридриха в Потсдаме, то у Августа в Дрездене, но в 1754 году вернулся в своё отечество.
Путешествуя по Италии, Альгаротти покупал для саксонского курфюрста картины у частных лиц, но эта деятельность не приносила ему удовлетворения, так как не совпадала с его личными интересами. В трактате «Об архитектуре» (Sopra l’architettura, 1756) Альгаротти защищал принцип функционализма против «испорченного вкуса» барокко; в сочинении «О живописи» (Sopra la pittura, 1762) он менее всего рассуждал о сущности живописи, но более о педагогике и о различных требованиях, «необходимых для воспитания хорошего художника». В своих эстетических эссе Альгаротти придерживался линии, установленной авторами трактатов прошлого века: Филиппо Бальдинуччи и Джованни Пьетро Беллори. Переосмысление поэзии древних и эстетических трактатов ренессансных авторов привело Альгаротти к изучению параллелей между поэзией и изобразительным искусством, к попыткам различения реальной истории и её отражения в искусстве. Альгаротти утверждал для живописи аристотелевский принцип идеального подражания, который «философичнее, поучительнее и прекраснее истории».
С 1744 года Альгаротти публиковал критические «Письма» о недостатках переводов античной поэзии на европейские языки. В 1746 году Альгаротти вернулся ко двору Фридриха II, который в 1747 году назначил его своим камергером, наградил орденом «За заслуги» с существенной годовой пенсией и присвоил ему графский титул с правом передавать его своим наследникам. За исключением пребывания в Италии в 1749 году и в Дрездене, Альгаротти в течение семи лет оставался при дворе короля Пруссии. Там, благодаря общению с прусскими учёными и литераторами, и благодаря возобновленной дружбе с Вольтером, у него появился стимул писать новые эссе и компилировать идеи других авторов. Следуя подобному дилетантскому методу, Франческо Альгаротти был типичным эклектиком, но он также, в силу своей образованности, знанию многих языков и национальных литератур, осознавал назревшую необходимость нового диалога, потребность гармонизации итальянского культурного наследия с национальными культурами Франции и Англии. Так, например, в своих многочисленных эссе: «Очерк о коммерции» (Saggio sopra il commercio, 1763), «Очерк о Французской академии в Риме» (Saggio sopra l’Accademia di Francia che è in Roma, 1763) и, особенно, в «Очерке о французском языке» (Saggio sopra la lingua francese, 1750) Альгаротти подчёркивал различия в истории итальянского и французского языков и необходимость писать на своём родном языке по принципу Джона Локка, согласно которому язык отвечает «гению», то есть особенности исторического формирования народов, и концепции, по которой «только великие писатели способны обогатить язык, рождённый бедным».
В 1753 году Альгаротти покинул двор Пруссии, он планировал поправить своё слабое здоровье в климате Италии и посвятить себя любимому занятию, а именно писательской деятельности. Первые годы после своего возвращения он жил в Венеции, затем между 1757 и 1762 годами, в основном в Болонье, где он намеревался основать Академию «неукротимых» (Indomiti), предназначенную для поощрения молодых ученых. Он публиковал сборники «Свободных стихов» современных авторов, весьма вольных посланий мадам дю Боккаж (Epistole in versi a Mme Du Boccage).
Франческо Альгаротти скончался в Пизе 3 мая 1764 года. Фридрих Великий соорудил ему памятник в пизанском Кампосанто. Полное собрание его сочинений издано в 17 томах в Венеции, в 1791—1794 годах.